# Valayadanda
Valayadanda (nep. भलायडाँडा) – gaun wikas samiti we wschodniej części Nepalu w strefie Sagarmatha w dystrykcie Udayapur. Według nepalskiego spisu powszechnego z 2001 roku liczył on 1465 gospodarstw domowych i 8277 mieszkańców (4260 kobiet i 4017 mężczyzn).